# Ibarrolle
Ibarrolle é uma comuna francesa na região administrativa da Nova Aquitânia, no departamento dos Pirenéus Atlânticos. Estende-se por uma área de 9,2 km². Em 2010 a comuna tinha 80 habitantes (densidade: 8,7 hab./km²).